# Guam en los Juegos Olímpicos de Calgary 1988
Guam estuvo representado en los Juegos Olímpicos de Calgary 1988 por un deportista masculino que compitió en biatlón.
El portador de la bandera en la ceremonia de apertura fue el biatleta Judd Bankert. El equipo olímpico guameño no obtuvo ninguna medalla en estos Juegos.